# 玉之井部屋
玉之井部屋（日语：／ Tamanoi-Beya */?），是日本大相撲的相撲部屋，屬出羽海一門。
1990年，春日野部屋出身的前關脇栃東知賴分家，成立自己的部屋並出任年寄，當到了2009年規定的退休年齡時，部屋由他的兒子前大關栃東大裕繼承。到了2019年1月部屋有27名力士，其中一位是關取。
部屋位於東京都足立區西新井，曾在2004年重建，距離舊址十分鐘路程。2011年12月，玉之井親方和他的弟子通過在新年慶祝活動前，於當地街頭展開預防犯罪巡邏來協助警察。
這部屋的特色是力士的四股名也有“東”和“龍”字。
2020年9月10日日本相撲協会宣布玉之井部屋所屬力士28人中，十兩富士東與幕下以下力士17名感染新型冠狀病毒，部屋力士全部退出比賽（19人留醫，4人在部屋隔離）。